# My Decade
My Decade é o terceiro EP da cantora coreana-americana Jessica Jung. O EP foi lançado oficialmente em 9 de agosto de 2017 pela Coridel Entertainment e celebra seu 10º aniversário como cantora. As faixas "Because It's Spring" e "Summer Storm" foram lançadas como singles respectivamente em 18 de abril e 9 de agosto de 2017.

## Lista de faixas
| N.º            | Título                | Letras               | Música                                          | Arranjo                              | Duração |  |
| 1.             | "Summer Storm"        | Jessica Jung         | KAIROS SWISH                                    | KAIROS SWISH WES KOZ K.O Jay Kim     | 3:22    |  |
| 2.             | "Beautiful Mind"      | Jessica Jung         | Jung Vekz Tatu Kmack Matthews                   | Vekz Jay Kim                         | 3:39    |  |
| 3.             | "Saturday Night"      | Jessica Jung         | KAIROS JESPER BORDEN                            | KAIROS WES KOZ JESPER BORDEN Jay Kim | 3:05    |  |
| 4.             | "Love U"              | D.EAR                | D.EAR                                           | D.EAR                                | 3:26    |  |
| 5.             | "Starry Night"        | Jessica Jung         | Henrik Nordenback Christian Fast Lisa Desmond   | Henrik Nordenback                    | 4:26    |  |
| 6.             | "Because It's Spring" | Jessica Jung Jay Kim | Seo JungJin KEEPROOTS Fascinating Hwang Joon-Ik | Seo JungJin KEEPROOTS Fascinating    | 3:29    |  |
| Duração total: | Duração total:        | Duração total:       | Duração total:                                  | Duração total:                       | 21:27   |  |

## Charts
| Chart (2017)                | Peak position |
| --------------------------- | ------------- |
| Coreia do Sul (Gaon)        | 4             |
| US World Albums (Billboard) | 5             |

## Histórico de lançamento
| Região        | Data           | Formato          | Linguagem | Gravadora                        |
| ------------- | -------------- | ---------------- | --------- | -------------------------------- |
| Mundo todo    | August 9, 2017 | Digital download | Coreano   | Coridel Entertainment, Interpark |
| Coreia do Sul | August 9, 2017 | CD               | Coreano   | Coridel Entertainment, Interpark |